# Snarfing
Snarfing ist Informationsdiebstahl oder Datenmanipulation in kabellosen lokalen Netzwerken wie zum Beispiel in WLANs oder WPANs.

## Etymologie
Der englischsprachige Begriff snarf ist vermutlich ein Kunstwort aus snort (aufschnupfen) und scarf (verschlingen) und wird in der Umgangssprache mehr oder weniger synonym dafür verwendet. In der Informatik hat es die Bedeutung des Abfangens von Daten ohne die Einwilligung des Urhebers.

## Arbeitsweise
Im auf die Informationstechnik übertragenen Sinne ist mit Snarfing gemeint, dass in drahtlosen Netzen zunächst drahtlose Geräte aufgespürt werden und dann versucht wird, diese anzugreifen, indem in der Regel Sicherheitslücken ausgenutzt werden. Der Snarfer kann zum Beispiel als Man-in-the-middle-Angriff einen anderen Netzwerkknoten vorgaukeln und Information und Daten ausspionieren. Eine besonders hohe Gefahr, Opfer eines Snarfers zu werden, besteht in sogenannten Hot Spots, bei denen im öffentlichen Raum drahtloser Zugang zu Netzwerken gewährt wird.
Snarfing tauchte zuerst bei Bluetooth-Geräten auf, wo in diesem Zusammenhang von Bluesnarfing gesprochen wird.

## Abwehrmaßnahmen
Snarfing kann mit entsprechenden Maßnahmen an Soft- und Hardware zur Erhöhung der Informationssicherheit, wie zum Beispiel die Benutzung von Kennwörtern und Verschlüsselung, durch Multi-Faktor-Authentisierung sowie durch die qualifizierte Vergabe von Zugriffsrechten, drastisch erschwert werden.

## Trivia
In der US-amerikanischen Fernsehserie Trollz gibt es eine Zeichentrickfigur mit dem Namen Snarf. Der Snarf ist meist ein niedliches, kleines Tierchen mit einer sehr empfindlichen Spürnase, kann sich aber in ein unheilbar hungriges Ungeheuer verwandeln, das zur Nahrungssuche mühelos selbst große Hindernisse aus dem Weg räumen kann. Umgangssprachlich wird snarfing im Englischen daher inzwischen auch für stehlen verwendet.